# The Final Farewell
The Final Farewell – album na żywo Elvisa Presleya, składający się z ostatniego koncertu z 26 czerwca 1977 r. w Indianapolis, stan Indiana (w nieistniejącym już audytorium) jaki Elvis dał niecałe dwa miesiące przed swoją śmiercią 16 sierpnia 1977 r.

## Lista utworów

### CD-1
1. „Great Good Morning”
2. „Street Corner Preacher”
3. „Gone At Last”
4. „Operator”
5. „Swing Low, Sweet Chariot”
6. „Black Sunday”
7. „If You Leave Me Now”
8. „Get Away”
9. „Introductions"

### CD-2
1. „Also sprach Zarathustra”
2. „See See Rider”
3. „I Got a Woman – Amen”
4. „Love Me”
5. „Fairytale”
6. „You Gave Me a Mountain”
7. „Jailhouse Rock”
8. „’O sole mio – It’s Now or Never”
9. „Little Sister”
10. „Teddy Bear – Don’t Be Cruel”
11. „Release Me”
12. „I Can’t Stop Loving You”
13. „Bridge over Troubled Water”
14. „Band Introductions”
15. „Early Morning Rain
16. „What’d I Say”
17. „Johnny B. Goode
18. „Larry Londin Drum Solo”
19. „Jerry Scheff Bass Solo”
20. „Tony Brown Piano Solo”
21. „I Really Don’t Want to Know”
22. „Bobby Ogdin Electric Clavinet Solo”
23. „Joe Guercio Orchestra”
24. „Hurt”
25. „Hound Dog”
26. „Introduction of Vernon Presley, Bruce Jackson, Felton Jarvis, Bill Porter, Ginder Alden, Jo Alden, Rosemary Alden, Terry Alden, Patsy Gambill and Jo Smith”
27. „Can’t Help Falling in Love”
28. „Closing Vamp"